# Мечеть Ахмедийе
Мечеть Ахмедийе (груз. აჰმედიეს მეჩეთი, тур. Ahmediyye Camisi) — мечеть середины XVIII века на территории Ахалцихской крепости, в городе Ахалцихе, Грузия. 
Минарет, примыкающий непосредственно к основному зданию мечети, имеет одинаковую высоту с куполом мечети (приблизительно 15 метров).

## История
Это культовое сооружение называют также мечетью хаджи Ахмет-паши в честь его основателя, представителя рода Джакели, на протяжении многих столетий правившего Месхетией и Ахалцихским пашалыком Османской империи. После завоевания региона османами князья рода Джакели приняли ислам.
Ахмед-паша, правивший в Ахалцихе с 1747 по 1758 гг., приказал устроить в мечети для себя особое возвышенное место, что противоречило исламским канонам. Так как подобное право принадлежало только султанам, константинопольский диван усмотрел в подобном деянии оскорбление верховных прав султана. Ахмед-паша был признан виновным в оскорблении величества и приговорен к смертной казни через удушение. Визирь принял данное решение с благоговением, и сам лишил себя жизни присланным ему священным шнуром. Местные жители, почитавшие визиря, отдали его праху величественные почести. На обширном дворе, в который ведут широкие красивые ворота, были воздвигнуты два скромных памятника, обнесенные решеткой. На одном из памятников вырезана надпись: «Здесь покоится прах богоугодного визиря Ахмед-паши, скончавшегося в 1173 году Хиджры», а другой памятник указывает могилу жены Ахмед Паши - Айши-ханум.
Русский военный историк Василий Потто, в IV томе своей книги «Кавказская война», посвященной русско-турецкой войне 1828—1829 гг., приводит сведения, что мечеть строилась по образцу собора Святой Софии, и называет библиотеку мечети «одной из богатейших на мусульманском Востоке»:

Мечеть представляла собой довольно странное явление в этой чисто разбойничьей общине. Среди лабиринта нескладных азиатских строений и среди древних зубчатых стен цитадели возвышались позолоченные купола её, напоминавшие о правильном европейском зодчестве, – и действительно, она построена была, как говорят, по образцу Св. Софии в Константинополе. Основание её относят к 114 году магометанской эры и приписывают Ахмед-паше, память которого, сохраняющаяся в самом названии мечети, и поныне чтится местными жителями. Мечеть выстроена из тесаного камня; толстые столбы, окружающие и поддерживающие обширное здание, скреплены широкими медными обручами, а на весьма высоком куполе, покрытом снаружи свинцовыми листами, водружены были, как символы мусульманской религии, золотые полумесяцы. Внутри здание было украшено множеством люстр и паникадил, которые могли считаться образцом восточного вкуса; но стены его, кроме нескольких изречений из Корана, не имели никаких посторонних украшений. Спереди был род небольшого алтаря, обложенного зеленой яшмой; налево – возвышенное место, поддерживаемое колоннами.
Мечеть Хаджи Ахмед Паши и медресе были отреставрированы в ходе масштабной реконструкции Ахалцихской крепости, предпринятой в 2011-2012 гг. В советское время купол мечети был покрашен в терракотовый цвет и издали казался медным. При реставрации купол был вызолочен, что вызвало возражения турецких историков архитектуры, отмечавших, что мечеть всегда была крыта свинцовыми листами. По итогам переговоров президента Грузии и премьер-министра Турции в начале 2013 года последний снял возражения относительно цвета купола мечети. Вместе с тем Турция, финансировавшая реставрационные работы, по-прежнему настаивает, чтобы из мечети убрали стелы с изображением креста.
|                                        |  |               |  |                              |
| Местоположение мечети в крепости Рабат |  | Внутри мечети |  | Мечеть на фоне замка Джакели |